# Glyphochloa talbotii
Glyphochloa talbotii är en gräsart som först beskrevs av Joseph Dalton Hooker, och fick sitt nu gällande namn av Clayton. Glyphochloa talbotii ingår i släktet Glyphochloa och familjen gräs. Inga underarter finns listade i Catalogue of Life.